# Barbagia de Seùlo
La Barbagia de Seùlo (en sardo Barbàgia de Seulu) es una subregión histórica de la Cerdeña central, en las provincias de Nuoro y Cerdeña del Sur. Limita con las subregiones de Trexenta, Barbagia di Belvì y Ogliastra.